# Tarikh el-fettach
Le Tarikh el-fettach (en arabe : تاريخ الفتاش), littéralement « Chronique du Chercheur », est l'une des deux principales chroniques historiques de l'Afrique de l’Ouest médiévale, avec le Ta’rīkh as-Sūdān. Il s’agit d’un texte fondamental pour l’histoire de l’empire songhaï, en particulier du règne des Askia, et plus largement pour la compréhension des dynamiques politiques et religieuses dans la région du Soudan occidental. Sa rédaction est débutée par Mahmud Kati à la fin du XVIe siècle puis complétée et remaniée par son petit-fils maternel, Ibn al-Mukhtar, vers 1655.

## Rédaction

### Les auteurs
Le texte est traditionnellement attribué à Maḥmūd Ka’ti, érudit et juge (qāḍī) originaire de Tendirma, localité située au sud-ouest de Tombouctou, sur le fleuve Niger. Il serait mort en 1002/1593. Toutefois, la version du Ta’rīkh al-Fattāsh qui nous est parvenue a été complétée et remaniée par son petit-fils maternel, Ibn al-Mukhtār, actif jusqu’en 1065/1655–56. Ce dernier s’est appuyé sur les contributions mineures de plusieurs membres de sa famille : trois oncles maternels, un cousin et son propre père. Le patronyme « Ka’ti » fait l’objet de débats. Il pourrait être une vocalisation arabe du nom Soninké « Kanté » ou « Konté », suggérant une origine mande. Cette filiation soutiendrait la stratégie de légitimation régionale adoptée dans le texte.
Cependant, certaines recherches récentes avancent une autre origine pour Maḥmūd Ka’ti : il aurait été le petit-fils d’un certain ‘Alī Ziyād al-Qūtī, un Goth converti à l’islam, originaire de Tolède (Espagne). Ce dernier aurait émigré en Afrique de l’Ouest via Touat. Il est même suggéré qu’il pourrait avoir été d’origine juive converti à l’islam, une information potentiellement sensible à une époque où les tensions antijuives étaient fortes, notamment sous l’influence du juriste al-Maghīlī.
Des traditions locales affirment également que Tendirma aurait été fondée par sept princes juifs venus d’Espagne, apportant des ressources considérables. Ces récits alimentent l’idée d’un passé cosmopolite, voire cryptojudaïque, de certaines élites savantes de la région.

### Objectifs et contenu
Le Ta’rīkh al-Fattāsh est un texte à visée politique, conçu principalement pour légitimer la dynastie des Askia. Il s’ouvre sur des considérations théologiques sur la succession des pouvoirs et les dynasties, avant d’aborder l’histoire des royaumes antérieurs : Mali, Kaniaga, et Ghana. L’objectif est de relier Askia al-Ḥājj Muḥammad aux grandes lignées royales du passé, notamment celles d’origine mande, et de présenter son règne comme la continuation d’un ordre divinement institué.
Le texte évite de remettre en cause la légitimité des Askia, malgré leur origine non songhaï. À travers une stratégie d’hagiographie, il présente Askia al-Ḥājj Muḥammad comme un souverain pieux et guidé par Dieu, accentuant son pèlerinage à La Mecque comme preuve de sa légitimité religieuse. Contrairement au Ta’rīkh as-Sūdān, plus axé sur les savants et les affaires religieuses, le Fattāsh accorde une place centrale à l’histoire politique de l’État songhaï, des Askia jusqu’à la conquête marocaine.
Le décalage générationnel entre Maḥmūd Ka’ti et al-Sa’dī (auteur du Ta’rīkh as-Sūdān) est notable, Ka’ti étant mort un an avant la naissance de ce dernier. Il est donc probable que leurs projets chroniques répondent à des contextes politiques différents. Il est même envisageable qu’al-Sa’dī ait eu connaissance d’une première version du Fattāsh et que son propre ouvrage ait servi de réponse ou de contre-discours.

## Débat

### Authenticité et manipulations
Le Ta’rīkh al-Fattāsh existe sous plusieurs manuscrits, dont le célèbre manuscrit C, obtenu par l’administrateur colonial français Brévié en 1912. Ce manuscrit contient des ajouts postérieurs, dont une prophétie sur le dernier des douze califes, identifié comme Sheikh Amadou Lobbo, fondateur de l'État peul de Massina. Il s'agit vraisemblablement d'une falsification du XIXe siècle.
Malgré cela, la falsification témoigne de l’importance de l’œuvre comme outil de légitimation politique. Le Ta’rīkh al-Fattāsh était suffisamment reconnu pour être modifié dans le but de servir une autre cause messianique, celle du djihad peul de Hamdallahi. Cela confère à l’œuvre une aura durable en tant qu'instrument de pouvoir symbolique et politique.

### Débat sur la datation
Une controverse entoure la date de début de rédaction du Ta’rīkh al-Fattāsh. Le manuscrit C affirme que Maḥmūd Ka’ti aurait commencé l’ouvrage en 1519, ce qui est cohérent avec le contexte politique de l’époque (notamment la mort du frère d’Askia al-Ḥājj Muḥammad). Cela renforcerait l’idée que le texte a été conçu pour défendre la légitimité des Askia à un moment critique.
Certaines estimations situent la naissance de Maḥmūd Ka’ti en 1468, ce qui impliquerait une longévité exceptionnelle (125 ans), mais cette date repose sur une mauvaise lecture d’un passage du manuscrit A. Une interprétation plus plausible suggère qu’il aurait pu naître vers 1493, ce qui le rendrait actif et crédible au moment de la rédaction du texte.